# Jožef Čede
Jožef Čede, slovenski rimskokatoliški duhovnik in nabožni pisatelj, * 6. marec 1870, Griže, † 28. maj 1946, Studenice.

## Življenje in delo
Rodil se je očetu Alojzu in materi Barbari (rojena Goršak). Po končani gimnaziji v Celju je v Mariboru študiral teologijo in bil kot tretjeletnik 1894 posvečen. V letih 1895–1903 je bil kaplan pri Sv. Magdaleni v Mariboru, od 1903 župnik v Studenicah. Priredil je novo izdajo Slomškovega Svetega opravila za šolarje (Maribor 1901, 1905), pisal pastoralne in asketične prispevke v VBV, dopisoval v Glasnik najsvetlejših Src in Vestnik SKSZ.